# Gheszlagh-e Mirza Ali
Gheszlagh-e Mirza Ali – wieś w Iranie, w ostanie Azerbejdżan Zachodni. W 2006 roku  liczyła 112 mieszkańców w 32 rodzinach.